# Vincas Bartuška
Vincas Bartuška (* 21. September 1917 in Kazliškiai (Šunskai); † 29. April 2010 in Marijampolė, Litauen) war ein litauischer Kirchenrechtler, Professor für Kanonisches Recht, Apostolischer Protonotar und Monsignore. 

## Studium
Nach dem Studium am Priesterseminar Vilkaviškis und der Priesterweihe arbeitete er als Vikar, danach als Pfarrer in Šakiai. Während der Okkupation Litauens durch die Sowjetunion emigrierte er nach Österreich, seine Eltern und Brüder wurden nach Sibirien deportiert. Seine Schwester starb damals nach einer schweren Krankheit in Litauen, obwohl Vincas die Arzneien für sie zu senden versuchte. Dies blieb vergeblich wegen der Postkontrolle insbesondere für Sendungen aus dem Ausland.
Vincas Bartuška fuhr mit Kriegsgefangenen und litauischen Priestern nach Italien. Hier studierte er an der Päpstlichen Universität Gregoriana in Rom Theologie und promovierte im Fach Kirchenrecht. Danach arbeitete er kurze Zeit als Dozent.

## Lehre und Forschung
1948 verteidigte Bartuška nach etwa einjährigen Arbeit seine Dissertation zum Thema Rechtlicher Status des Militärseelsorgers. Damals gab es in diesem Gebiet nur wenige Arbeiten sowie Regelungen, dass für Militärseelsorger spezielle Bestimmungen gelten, aber keine ausführliche Forschung. Danach wurde er von einem Priesterseminar in die USA eingeladen, als Kirchenrechtler und Professor für Moraltheologie, und verließ Rom, das er später nur noch einmal besuchte. Bartuška arbeitete als Bischofssekretär an der Kurie der Diözese San Diego und lehrte als Dozent auf Latein und Englisch, das er innerhalb eines halben Jahres lernen musste.
Bartuška wurde später Vizerektor und Studienpräfekt des Priesterseminars und lehrte als Professor an verschiedenen katholischen Instituten in New York.

## Rückkehr nach Litauen
1980 besuchte Vincas Bartuška zum ersten Mal wieder seine Heimat Litauen.
Nach der Wiedererlangung der litauischen Unabhängigkeit kehrte er endgültig nach Litauen zurück und war hier Mitgründer des litauischen Jurgis-Matulaitis-Priesterseminars in Marijampolė. Er lehrte hier, unterstützte finanziell die Neugründung und arbeitete als Generalvikar des Bischofs Juozas Žemaitis im  Bistum Vilkaviškis, als Kirchenjurist im Kirchengericht und als Mitglied des Priesterrats des Bistums Vilkaviškis. 
In der Kathedrale Vilkaviškis und in der St. Vinzent-von-Paul-Kirche Marijampolė wurden die prächtigen Vitragen von Vincas Bartuška gestiftet.
Für seine Verdienste wurden ihm die päpstlichen Ehrentitel Prälat und Apostolischer Protonotar verliehen. 
Bartuška wohnte bis zu seinem Tod in Marijampolė.